# Gerrhopilus inornatus
Gerrhopilus inornatus är en ormart som beskrevs av Boulenger 1888. Gerrhopilus inornatus ingår i släktet Gerrhopilus och familjen maskormar. Inga underarter finns listade i Catalogue of Life.
Denna orm förekommer i östra Nya Guinea. Arten lever i kulliga områden och i bergstrakter mellan 500 och 2000 meter över havet. Det är inte känt vilket habitat ormen föredrar. Individerna gräver i lövskiktet och i det översta jordlagret. Honor lägger ägg.
För beståndet är inga hot kända. IUCN listar arten som livskraftig (LC).